# Fluxionsmetoden
Fluxionsmetoden var Newtons metod för räkning med derivator. Samtidigt utvecklade Leibniz oberoende av Newton en annan metod som ledde till modern matematisk analys.